# خمان جاوي
الخَمَان الجاوي نوع نباتي ينتمي إلى جنس الخَمَان من الفصيلة المسكية.
موطنه الأصلي جنوب شرق آسيا من جزيرة جاوة في إندونيسيا إلى ماليزيا وكمبوديا وصولاً إلى الفلبين.